# Portaalbrug
Een portaalbrug in een theater is onderdeel van de toneellijst. Een lijst bestaat uit twee manteaus en de portaalbrug. De portaalbrug bevindt zich aan de bovenzijde van de lijst. De brug is een stalen hefconstructie die aan staalkabels hangt en in een geleiderail omhoog en omlaag kan worden bewogen. Aan de brug hangt een doek die hem uit het zicht van het publiek houdt, ook wel prosceniumdoek genoemd. In sommige gevallen is het proscenium(doek) onafhankelijk van de portaalbrug te bewegen.
Naast het afkaderen van het toneelbeeld heeft hij nog een andere functie: in de stalen constructie hangen schijnwerpers. Veelal kan er op de brug gelopen worden om de schijnwerpers te richten en af te stellen.
In de kleinere theaters is de portaalbrug een doek met daarachter een trussconstructie om de schijnwerpers aan te bevestigen. De schijnwerpers worden dan vanuit een hoogwerker gericht of men kan de brug laten zakken tot op toneelniveau.